# Графика (альбом)
«Графика» — первый изданный альбом группы «Рада и Терновник». Был издан в 1994 году фирмой SoLyd Records и представляет собой дебютный альбом «Графика», записанный в 1992 году на студии Петра Мамонова, с добавлением части мини-альбома «Демо», записанного живьём на репетиционной базе на Бабушкинской (Москва) в 1993 году, и композиции «Этническая», записанной на московском фестивале Love Street в июле 1994 года.

## Список композиций
Все тексты написаны Радой, музыка — группы «Рада и Терновник».
| №   | Название                             | Оригинальный альбом          | Длительность |
| --- | ------------------------------------ | ---------------------------- | ------------ |
| 1.  | «Смоква»                             | «Графика» (1992)             | 5:35         |
| 2.  | «Свечечка»                           | «Графика» (1992)             | 4:01         |
| 3.  | «Не уходи»                           | «Графика» (1992)             | 3:49         |
| 4.  | «Шотландская плясовая»               | «Графика» (1992)             | 4:09         |
| 5.  | «Танго»                              | «Графика» (1992)             | 3:03         |
| 6.  | «Аристократы окраин»                 | «Графика» (1992)             | 3:35         |
| 7.  | «Город Лефти»                        | «Графика» (1992)             | 6:01         |
| 8.  | «Отойди от открытой двери на восток» | «Демо» (1993)                | 4:53         |
| 9.  | «Игрушечные сны»                     | «Демо» (1993)                | 4:33         |
| 10. | «Птички»                             | «Демо» (1993)                | 6:34         |
| 11. | «На небесах»                         | «Графика» (1992)             | 5:58         |
| 12. | «Этническая»                         | фестиваль Love Street (1994) | 9:00         |
| 13. | «Последняя»                          | «Графика» (1992)             | 5:50         |

## Участники записи
- Рада Анчевская — вокал
- Сергей Ребров — бас-гитара (1—7, 11, 13)
- Василий Стабуров — бас-гитара (8—10, 12)
- Алексей Куров — барабаны (1—11, 13)
- Михаил Плотников — барабаны (12)
- Владимир Анчевский — гитара
- Глеб Гусейнов (tracks: 1—11, 13) — перкуссия